# Фрежевиль
Фрежеви́ль (фр. Fréjeville, окс. Frejavila) — коммуна во Франции, находится в регионе Юг — Пиренеи. Департамент — Тарн. Входит в состав кантона Плен-де-л’Агу. Округ коммуны — Кастр.
Код INSEE коммуны — 81098.

## География
Коммуна расположена приблизительно в 590 км к югу от Парижа, в 60 км восточнее Тулузы, в 36 км к югу от Альби.
По территории коммуны протекает река Агу.

## Климат
Климат умеренно-океанический. Зима мягкая и дождливая, лето жаркое с частыми грозами. Ветры довольно редки.

## Население
Население коммуны на 2010 год составляло 661 человек.
| 1962 | 1968 | 1975 | 1982 | 1990 | 1999 | 2010 |
| ---- | ---- | ---- | ---- | ---- | ---- | ---- |
| 334  | 361  | 330  | 409  | 441  | 474  | 661  |

## Администрация
| Период | Период | Фамилия       | Партия                    | Примечания |
| ------ | ------ | ------------- | ------------------------- | ---------- |
| 2001   | 2008   | Жан-Луи Ларок | беспартийный              |            |
| 2008   | 2014   | Мишель Морель | Союз за народное движение |            |
| 2014   | 2020   | Клод Альба    |                           |            |

## Экономика
В 2007 году среди 389 человек в трудоспособном возрасте (15—64 лет) 301 были экономически активными, 88 — неактивными (показатель активности — 77,4 %, в 1999 году было 71,1 %). Из 301 активных работали 291 человек (154 мужчины и 137 женщин), безработных было 10 (4 мужчины и 6 женщин). Среди 88 неактивных 40 человек были учениками или студентами, 28 — пенсионерами, 20 были неактивными по другим причинам.